# 七度狐 (小説)
『七度狐』（しちどぎつね）は、大倉崇裕による日本の推理小説。
落語シリーズの第2作目、著者初の長編作品である。緑が「季刊落語」編集部に配属されて1年経った頃の物語。
- 第4回本格ミステリ大賞 最終候補作[1]
- 本格ミステリこれがベストだ! 2004年版ベスト10
- 本格ミステリベスト10 2004年版 第4位

## あらすじ
2000年夏、北海道に出張していた牧から、春華亭古秋一門会の取材を命じられた緑は、静岡県の山間部にある杵槌（きねつち）村を訪れる。
この寂れた寒村で、当代古秋が、次代、七代目・春華亭古秋の名跡を継ぐ後継者の指名をするとあって、落語界から大きな注目を集めていた。
しかし、一門会（審査会）開始前夜、古秋の次男・古春が姿を消し、一糸纏わぬ無惨な姿で水没した水田から遺体で発見される。折からの豪雨で道路が寸断され、村は陸の孤島と化し、警察も、頼りの牧も来られない。古秋は動揺しながらも、予定通り一門会を敢行すると言う。犯人の正体と名跡の行方は……。

## 登場人物

### 春華亭一門
当代・春華亭 古秋（しゅんかてい こしゅう）
6代目。5代目の弟。75歳。年初に引退を表明した。3人の息子は若いながらもそれぞれ名人級の腕前と認知されており、独断だけで決めることができず、杵槌で審査会を催すことにした。膝に水が溜まり、長時間の正座が困難に。
春華亭 古秋【名跡】
初代古秋の素性ははっきりしていないが、初代が春華亭の名跡を世襲させると宣言して以来、現在の6代目に至るまで、いずれの古秋も当代きっての名人と認知され、実力を伴った世襲が厳格に守られてきた。噺家には普通引退は定められていないが、古秋一門は当代古秋が次代継承者を指名したら引退しなければならないことになっている。
春華亭 古市（しゅんかてい こいち）
古秋の長男。身長が190cmはある大柄で、鰓の張ったいかつい顔、真っ黒な顎髭。鬼の彫像を思わせるような大きな目。審査会では「天神山」を披露する。
春華亭 古春（しゅんかてい こはる）
古秋の次男。短く刈り込んだ頭に、太い眉。男前だが、親しみやすい顔立ち。審査会では、「高倉狐」を披露する。声が掠れ気味で、声質は他の兄弟に劣るが、それをカバーできる語り口がある。兄弟の中で一番人気がある。
春華亭 古吉（しゅんかてい こきち）
古秋の三男。痩せた小柄な男。げっそりと頬がこけ、背筋を曲げ、小股で歩く。微妙な口芸で聞かせる繊細な芸を身上としている。審査会では「親子茶屋」を披露する。名跡を継ぐことには消極的。
春華亭 瞳子（しゅんかてい とうこ）
古秋の長女。三兄弟の妹。出囃子の演奏など下座を務める。
春華亭 夢風（しゅんかてい ゆめかぜ）
43歳。真打。一昨年、師匠・春華亭花夢が病気で引退してしまい、古秋の預かり弟子となる。花夢の一番弟子だった。本名・亀山好一。中学校まで杵槌村にいた村の出身者。

### 杵槌村の人々
亀山 六蔵（かめやま ろくぞう）
好一（夢風）の父親。83歳。つっけんどんだが、頼りになる。5年前まで鍼灸院をしていたため、多少医学の心得がある。
御前 竜三（みさき りゅうぞう）
杵槌村唯一の旅館「御前館」の先代主人。良吉の父親。
御前 良吉（みさき りょうきち）
御前館の現主人。妻と2人で切り盛りしているが、開店休業状態。
御前 昌子（みさき まさこ）
良吉の妻。がっしりとした体格の女。
中村 真（なかむら まこと）
杵槌村の駐在。巡査。小心者で頼りない。
山根 道隆（やまね みちたか）
御前館の手伝い。力仕事を一手に引き受けてくれる。
佐藤 知恵（さとう ちえ）
毎日ラジオで、古秋の高座を聴いていた。1955年、古秋が地元で口演した際、弟子にして欲しいと頼み、その後父親が判らない子を身ごもり、夜逃げ同然に村を出奔するが、産後の肥立ちが悪く亡くなった。
屋島 亮子（やじま りょうこ）
1955年当時9歳。家族揃って落語好き。祖父が気が向くと、寝る前に噺を聴かせてくれる。湯治に来た古秋が公民館で口演してくれた日、帰って来ない祖父を迎えにいく時、狐火と大狐を目撃する。
佐藤（さとう）
95歳の老婆。知恵の血縁者。「ヒヒヒヒ」と奇妙な笑い方をする。
屋島 琴江（やじま ことえ）
亮子の曾祖母。
御前 尚代（ ひさよ）
竜三の妻。故人。知恵と年が近く、何かと相談し合っていた。

### その他
5代目・春華亭 古秋
狐ものが得意で、特に『七度狐』は十八番だった。大の酒好きで知られ、高座の前でも後でも、所構わず飲む。ある時、屋台で酔い潰れているのに、ラジオから古秋の落語の生中継が流れてきた、幽体離脱したのでは、という噂が流れた。1955年、杵槌村に湯治に訪れ、公民館で口演した後、村から忽然と姿を消してしまう。
池松 文夫（いけまつ ふみお）
京都三条下ル、鴨川沿いにある寄席「鴨居亭」の席亭。
春華亭 古金（しゅんかてい こきん）
3年前、95歳で亡くなった噺家。戦前の落語界を知る数少ない人物、落語界の生き字引のような存在だった。
流々亭 百目（りゅうりゅうてい ひゃくめ）
声帯模写上がりの噺家。前座で「電気羽織」や「はらはら踊り」などを演じ、芸の上ではぱっとせず、色物として活躍していた。大金が入ると吹聴した後、姿を消してしまう。
流々亭 木目（りゅうりゅうてい もくめ）
百目の弟子。百目が唯一の寄る辺の色物噺家。
京 敬哉（かなどめ たかや）
牧の前任の「季刊落語」編集者。駆け出しだった牧を一人前にした。

## 作中登場落語
- 七度狐
- らくだ
- 親子茶屋
- 高倉狐
- 天神狐
- 骨釣
- 野ざらし